# Plateau van Schaesberg

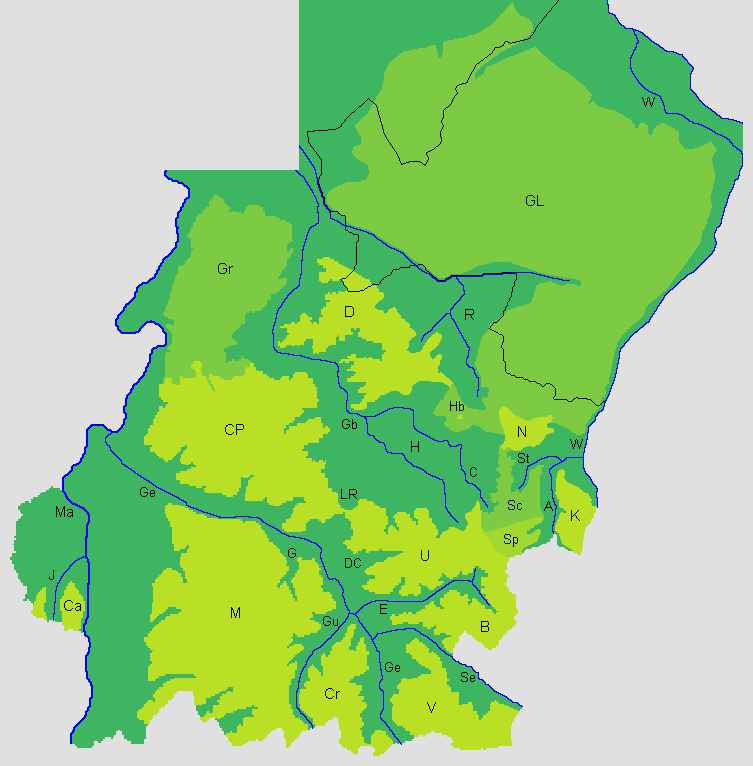
Sc. Plateau van Schaesberg

Het Plateau van Schaesberg is een laag plateau in Nederlands Zuid-Limburg dat ontstaan is door de erosie van omliggende rivieren en beken. Het gebied is een golvende laagvlakte en onderdeel van het Heuvelland. Het strekt zich uit over de plaatsen Schaesberg, Molenberg, Eikske, Heerlerbaan en Terwinselen en bedrijventerrein Dentgenbach.
Het plateau wordt aan de noordzijde begrensd door het Plateau van Nieuwenhagen, in het oosten door de Strijthagerbeek in het Strijthagerbeekdal en de Anstelerbeek in de Anstelvallei, in het zuiden door het Plateau van Spekholzerheide, in het zuidwesten door het Plateau van Ubachsberg en in het westen door de Caumerbeek in het Bekken van Heerlen. Aan de overzijde van de Anstelvallei ligt het Plateau van Kerkrade.
In het uiterste noordwesten is de Leenderberg onderdeel van het plateau, met op het uiteinde de Leenderkapel.
Ongeveer midden op het plateau ligt de Wilhelminaberg, de steenberg van de Staatsmijn Wilhelmina, en daar ten noorden van lag vroeger de Steenberg Oranje-Nassau II.

## Geologie
Aan de westrand wordt het plateau doorkruist door de Heerlerheidebreuk.
Het Strijthagerbeekdal is ingesneden door de Strijthagerbeek die Tertiair zand en klei uit de Formatie van Rupel en Formatie van Breda heeft weggeërodeerd. In het Pleistoceen zijn door de Oostmaas maasgrind en -zand afgezet van het Laagpakket van Simpelveld en werd er door de wind löss afgezet van het Laagpakket van Schimmert.